# Maximiliano Martín
Maximiliano Martín (General Pico, La Pampa, 27 de febrero de 1990) es un baloncestista argentino que juega en la posición de escolta o alero para Villa San Martín de La Liga Argentina.

## Trayectoria
Martín surgió de la cantera del Pico Football Club, pasando luego a Bahiense del Norte. En 2007, luego de asistir a un campamento de entrenamiento en España, fue reclutado por el Real Madrid para sumarse a su equipo juvenil, coincidiendo con su compatriota Agustín Ambrosino. Permaneció allí un año, llegando a competir en el International Junior Tournament. Luego de ello sería cedido al Ciudad de Móstoles de la Liga EBA.
Regresó a su país en 2009 y fichó con Oberá del Torneo Nacional de Ascenso, donde, tras cuatro temporadas, culminó su etapa de desarrollo como jugador. 
El club entrerriano Tomás de Rocamora lo incorporó a su plantel en 2013, quedándose de ese modo en la segunda categoría del baloncesto profesional argentino. Aunque su actuación fue valiosa para el equipo, sus marcas individuales estuvieron por debajo de las de la temporada anterior. 
En 2014 fue contratado por Monte Hermoso Basket para acompañar a Sebastián Cabello, Martín Cequeira y Nicolás Lauría y lograr el tan ansiado ascenso a la Liga Nacional de Básquet. Empero, tras finalizar la temporada, el objetivo no se cumplió. En consecuencia pasó a Pérfora, un equipo del Torneo Federal de Básquetbol.
Martín volvió al TNA en 2016 como jugador de Tiro Federal de Morteros. Luego de un bienio de ser uno de los jugadores claves de ese equipo, retornó a Oberá. Con los misioneros también jugaría durante dos años. 
En enero de 2021 fue contratado por Unión de Santa Fe, luego de que Gastón Marozzi dejara el club. Martín asumió el liderazgo del equipo, llevándolo a la conquista del título de la temporada 2021 de La Liga Argentina. En consecuencia renovó su contrato con la institución, haciendo así su debut en la Liga Nacional de Básquet a sus 31 años. Luego de dos temporadas contribuyendo para que su equipo no perdiese su plaza en la máxima categoría del baloncesto profesional argentino, en mayo de 2023 fichó como refuerzo de Santa Paula de Gálvez de La Liga Federal, con el objetivo de conducir a la institución al ascenso, lo que finalmente no consiguió.
Fue fichado en agosto de 2023 por Villa San Martín para actuar en La Liga Argentina.

## Selección nacional
Martín disputó con la selección argentina juvenil el Campeonato Sudamericano de Baloncesto Sub-16 de 2006, el Campeonato Sudamericano de Baloncesto Sub-17 de 2007 y el Campeonato FIBA Américas Sub-18 de 2008.   